# Полуостров Михайлова (Таймыр)
Полуостров Михайлова — полуостров в Карском море на берегу Харитона Лаптева, находится в западной части более крупного Таймырского полуострова и административно относится к Красноярскому краю. Входит в состав Большого Арктического заповедника.
В 1913 году рядом с полуостровом потерпел крушение бот «Геркулес» исследователя Арктики Владимира Русанова. Часть экипажа пыталась выбраться на материк через полуостров Михайлова, однако все они погибли не дойдя до цели. Позднее на полуострове были найдены лишь фрагменты корабельной шлюпки и барометр.
В 1921 году возле полуострова Михайлова совместная спасательная советско-норвежская экспедиция Никифора Бегичева нашла останки костра, двух людей и снаряжения. Сам Бегичев считал, что это останки двух спутников Амундсена — Тессема и Кнутсена. Впоследствии выяснилось, что норвежцы погибли гораздо западнее (Тессем погиб на восточном берегу гавани Диксон), а это остатки экспедиции Русанова.